# Plínio Barreto
Plínio Barreto (Campinas, 20 de junho de 1882 — 28 de junho de 1958) foi um advogado. jornalista, escritor, editor e político brasileiro.

## Biografia
Formado, em 1902, na Faculdade de Direito de São Paulo, dedicou-se também ao jornalismo, área em que começou a atuar com apenas 14 anos, no jornal O Estado de S. Paulo, onde trabalhou como revisor até 1898, ano em que passa a ser redator. Depois de alguns anos atuando como advogado e jornalista na cidade de Araras, no interior de São Paulo, logo após adquirir a publicação Comércio de S. Paulo, retornou à capital e manteve a seção "Crônicas Forenses", em que escrevia sobre questões jurídicas e os principais julgamentos do Tribunal de Justiça. Mais tarde, em 1912, esses textos seriam reunidos em um livro publicado com o mesmo nome.
Plínio atuou também nas publicações Diário de S. Paulo, Revista Nova e na publicação mensal Revista do Brasil, da qual, a pedido de Júlio Mesquita, ajudou a reunir um grupo de colaboradores para escrever sobre cultura. Em fevereiro de 1912, fundou a Revista dos Tribunais, inspirada em sua coluna no Estado de S. Paulo.
Lançada em 25 de janeiro de 1916, Plínio atuou como redator-chefe na Revista do Brasil até meados de 1918, quando esta passou a ser coordenada por Monteiro Lobato. Sob sua administração, intelectuais renomados, como Roquette Pinto, Oliveira Viana e Medeiros de Albuquerque, contribuíram com a publicação. Paralelamente aos seus trabalhos, Plínio Barreto atuou como crítico literário, sendo que parte de suas contribuições resultaram em uma publicação póstuma, de 1958, com o nome de Páginas Avulsas.
Em 21 de dezembro de 1918, o jornalista é eleito membro do Conselho do Instituto da Ordem dos Advogados de São Paulo com grande fama na capital e apoio dos donos do jornal em que atuava, inclusive de Júlio de Mesquita, que após sua morte deixaria o posto para seu filho, Júlio Mesquita. Este último concederia à Plínio o posto de diretor a partir de 1933.
Ainda atuando na área do Direito, em 1924, Plínio se engajaria na defesa de atores dos movimentos tenentistas, que entre 1920 e 1924 realizaram diversos levantes contra o governo brasileiro. Por isso, ele seria considerado patrono da Revolução Paulista, como afirmou o General José de Souza Carvalho. Contudo, sua atuação na Revolução Constitucionalista de 1932 seria ainda maior.

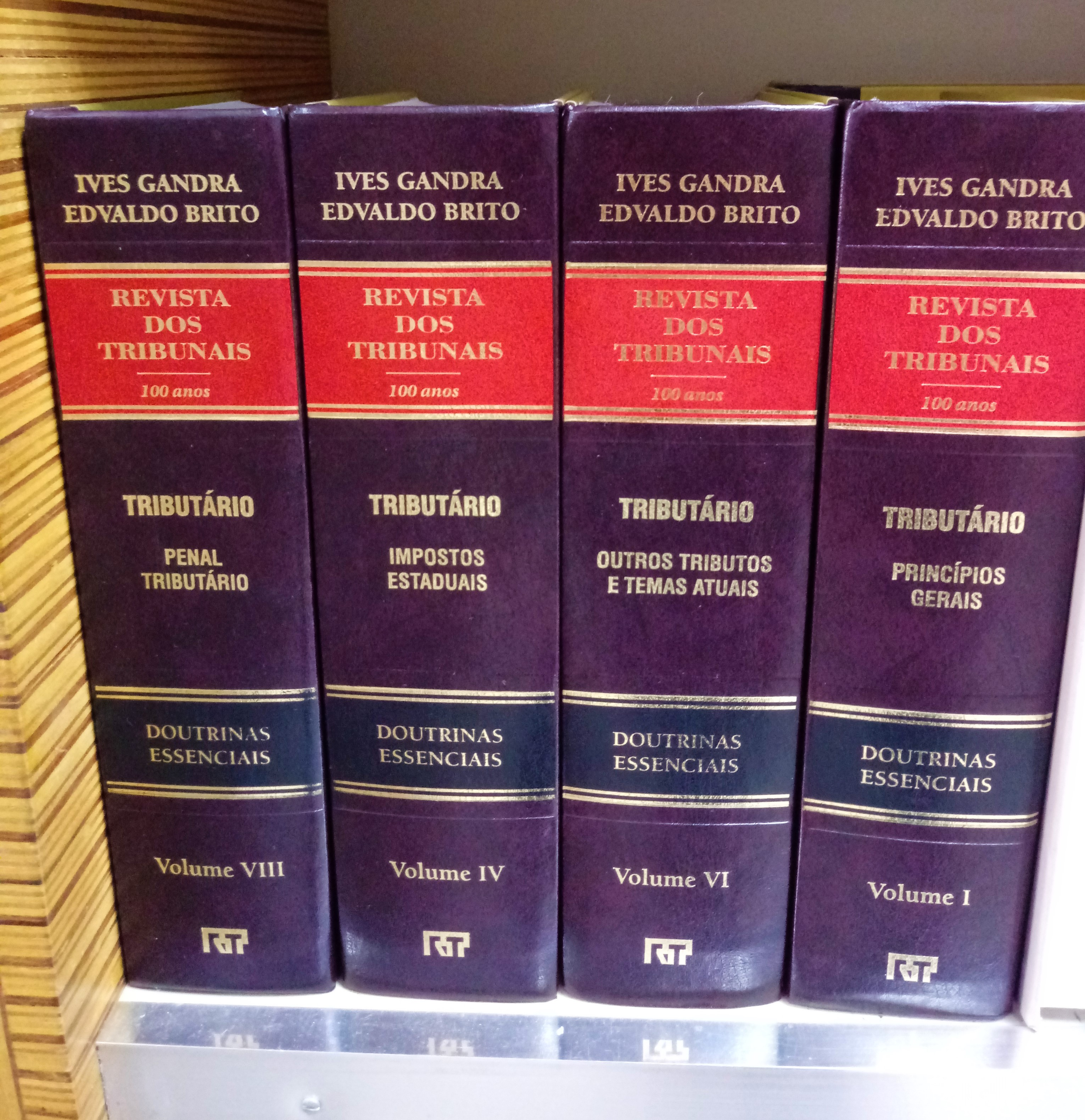
Revista dos Tribunais, criada por Barreto em 1912.

Durante o governo de poucos dias do general Hastínfilo de Moura, logo após a vitória da Revolução de 1930, Plínio foi designado secretário de Justiça e Segurança Pública, mantendo-se no cargo mesmo após o fim do governo de Hastínfilo. Com a crise entre as elites políticas cada vez mais aguda em São Paulo e o governo federal, José Maria Whitaker, indicado à chefe do governo paulista, deixaria o cargo em pouco tempo para assumir o Ministério da Fazenda, sendo substituído, então, por Plínio Barreto, que ocupou o posto de governador provisório do estado entre 6 a 25 de novembro de 1930. Logo após esse período, João Alberto Lins de Barros, um dos líderes da revolução, assumiria o posto de interventor federal em São Paulo, ainda sob pressão  e oposição aos desejos das elites paulistanas de grandes greves operárias que resultaram em concessões por parte de Lins de Barros, como aumento de 5% nos salários e a redução do número de horas de trabalho para 40 por semana.
Até 5 de dezembro de 1930, Plínio voltaria ao cargo de secretário de Justiça até a renúncia coletiva do secretariado. Como forma de conter o cenário em ebulição no estado de São Paulo, Osvaldo Aranha, Getúlio Vargas e o próprio João Alberto decidiram pela exoneração do último do cargo de interventor e pela indicação de Plínio Barreto, como parte do plano para angariar apoio do Partido Democrático, uma vez que o jornalista contava com a aceitação de associações agrícolas, comerciais e industriais, além do Instituto dos Advogados e de diversas entidades empresariais. Contudo, a cogitação de seu nome foi vista com desconfiança por setores mais radicais de São Paulo, entre eles o chefe da Legião Revolucionária e comandante da Força Pública, Miguel Costa, que contava com o apoio de diversas autoridades federais. Assim, em 23 de julho, Barreto desistiria do cargo, enquanto João Alberto seria exonerado no dia seguinte (24). A interventoria, então, seria assumida por Laudo Ferreira de Camargo e, depois, Manuel Rabelo.
Plínio Barreto apoiou o movimento constitucionalista de São Paulo e conclamou como primeiro presidente provisório do Instituto dos Advogados de São Paulo, em 1932, pelo rádio, que colegas também aderissem ao movimento que seria derrotado tempos depois, levando à sua prisão, em outubro, no Rio de Janeiro, por, além de apoiar a organização contra o Governo Federal, ter assumido a chefia do Serviço de Publicidade da Revolução Constitucionalista, também conhecido como "serviço de censura das forças paulistas". Contudo, saiu em liberdade poucos dias depois e retornou à sua cidade natal para prosseguir suas atividades como advogado e redator-chefe do jornal O Estado de S. Paulo até 1940, quando o governo federal interveio de forma mais direta na redação. Para manter-se em oposição ao governo de Getúlio Vargas, Plínio começou a colaborar com o Diário de São Paulo, pertencente à cadeia de publicações do empresário Assis Chateaubriand, levando as colunas "Livros novos" e "Crônicas Forenses".
Cinco anos mais tarde, elegeu-se deputado federal à Assembleia Nacional Constituinte, pela legenda do partido União Democrática Nacional (UDN), onde participou ativamente da elaboração da nova Constituição. Nessa época, também foi vice-presidente da Comissão de Constituição e Justiça, além de presidente da comissão de inquérito sobre atos delituosos da ditadura militar de 1964. Entre suas atuações, colaborou para a legislação trabalhista e, também, elaborou  um projeto de lei propondo a equiparação da mulher do homem frente ao direito civil.
Em 1947, foi derrotado em sua candidatura à vice-governança do estado de São Paulo – para trabalhar em conjunto com Ademar de Barros, eleito governador em janeiro –, apesar do do apoio expressado pela UDN e, também, pelo Partido Socialista Brasileiro. Neste ano, Luís Gonzaga Novelli Júnior, genro do ex-presidente Eurico Gaspar Dutra, obtinha o apoio de Ademar e do Partido Social Progressista, foi eleito e Plínio retorna à Câmara até o final de seu mandato em janeiro de 1951.
Ao fim de sua vida, retornou à chefia da redação d'O Estado de S. Paulo e à advocacia, em 1951. Ele também foi eleito por unanimidade a Academia Paulista de Letras a cadeira de número 21, em junho de 1958, mesmo depois de ter recusado a indicação, mas não tomou posse de sua cadeira por ter falecido dia 28 de junho do mesmo ano.
Plínio Barreto publicou, além de Crônicas Forenses, conferências, artigos e ensaios sobre temas políticos, jurídicos e literários, entre eles: Cem anos de cultura jurídica no Brasil (1922), Injúrias impressas (1924), O acontecimentos de julho de 1924 (1925), Questões criminais (1927), O público (1931), Um paranoico de grande tomo (1932) e O convento de São Francisco e a Faculdade de Direito de São Paulo (1933).